# ジョーダン・マックナイト
ジョーダン・マックナイト（Jordan McKnight、1974年4月7日 - ）は、1990年代半ばに短期間活躍したアメリカ合衆国のポルノ女優。

## 人物
1994年に20歳でハードコアポルノの世界に入り、プロアマ参加作品『Up and Cummers 12』と『More Black Dirty Debutantes』でデビューした。1994年当時はしなやかな体、引き締ったウェスト、非常に魅力的な少年のような臀部、やや大きめの自然な乳房を持つ可愛らしいアフリカ系アメリカ人の女の子であった。1995年には肉が付いて女性らしい丸みを帯びた身体になり、1997年には豊胸手術を受けてさらに悩殺的な肉体となった。デビュー直後は弱々しい印象であったが、数ヶ月後には成熟した性的パフォーマーとして成長した。
彼女はポルノ映画史上でも最も魅力的な黒人女優の1人であり、デビュー以来多くの異人種間セックス、あるいはアフリカ系アメリカ人同士のセックスを呼び物とする映画に出演した。1994年に自ら主演したヒートウェイブ・スタジオの出演者全員がアフリカ系アメリカ人というポルノ映画の何作かで監督としてもクレジットされている。
報道によれば1997年5月にHIV陽性であることが判明した。マーク・ウォーリスから感染した女優の1人として名前が挙がっている。ウォーリスがHIV陰性の証明書を偽造して、マックナイトやブルック・アシュレイ、トリシア・デヴェロー、キンバリー・ジェイドなど数人の女優に故意に感染させたという噂が流れたがウォーリスは否定している。（実際は当時の検査（ELISA HIV抗体テスト）の精度に問題があったと考えられている）